# Nellie Connally
Idanell "Nellie" Brill Connally (Austin, Texas; 24 de febrero de 1919-ibíd., 1 de septiembre de 2006) fue una filántropa estadounidense, primera dama de Texas desde 1963 hasta 1969. Fue la esposa de John Connally, que fue Gobernador de Texas y posteriormente Secretario del Tesoro.
Ella y su marido eran pasajeros de la limusina presidencial donde el presidente John F. Kennedy fue asesinado en Dallas (Texas), el 22 de noviembre de 1963.

## Primeros años
Connally nació en Austin, Texas, siendo la mayor de los cinco hijos de Kathleen Annie (de soltera, Inks) y Arno W. Brill. Asistió a la Universidad de Texas, siendo conocida como el cariño de la universidad en 1938. Connally inicialmente quería ser actriz, pero dejó esas aspiraciones después de que conociera a su futuro marido, John Connally, en 1937. Los dos se casaron en 1940.

## Primera dama de Texas
John Connally comenzó su carrera política trabajando para el congresista (y futuro presidente de los Estados Unidos) Lyndon B. Johnson. John Connally fue elegido gobernador de Texas en 1962. Fue reelegido subsecuentemente durante dos legislaturas más.
Durante su tiempo como primera dama, Connally creó los jardines de la Mansión del Gobernador de Texas y también coleccionó la plata del estado.

### Asesinato de Kennedy

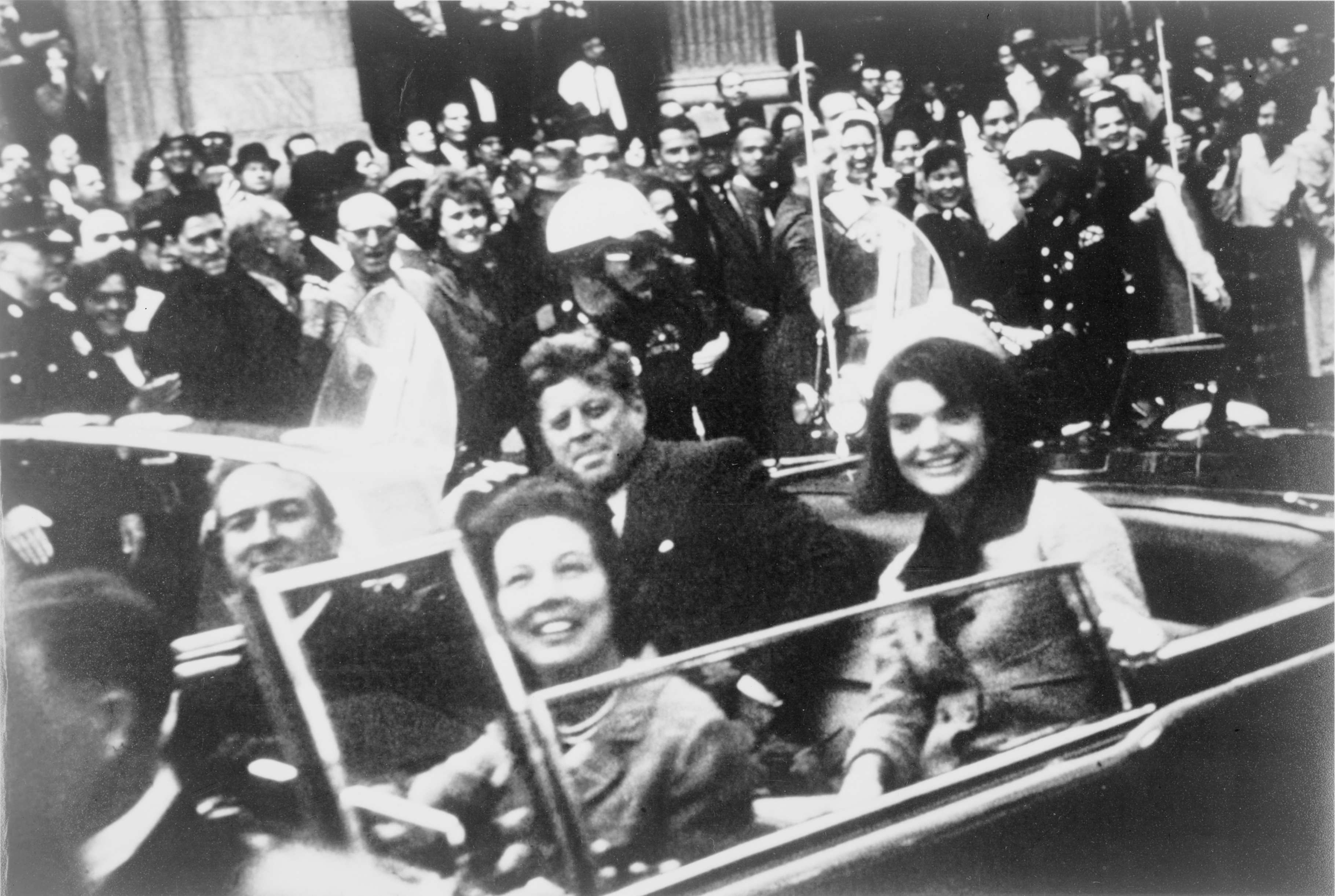
El presidente John F. Kennedy, la Primera dama Jacqueline Kennedy y los Connally en la limusina presidencial antes del asesinato.

El 22 de noviembre de 1963, Connally y su marido eran pasajeros de la limusina presidencial, donde también se encontraba de pasajero el presidente John F. Kennedy cuando fue asesinado en Dallas, Texas. Mientras estaban montados en el coche con el presidente Kennedy, viendo el entusiasmo de la multitud Connally le dijo a Kennedy: Señor presidente, no puede decir que Dallas no le quiere. A los pocos segundos, ella oyó el primer disparo, de lo que después concluyó que fueron varios disparos en una rápida sucesión.
El presidente y el gobernador Connally recibieron varios disparos, resultando en heridas fatales para el presidente y en graves heridas para el gobernador Connally. La señora Connally se agachó en el coche para cuidar de su marido, que se había desplomado después del segundo disparo. Nunca mire atrás de nuevo, estaba intentando cuidar de él, dijo. Connally dijo que la imagen más duradera que recuerda del asesinato en Dallas fue una mezcla de sangre y rosas: Es la imagen rosas amarillas y rosas rojas y sangre por todo el coche...sobre todos nosotros, dijo en una entrevista en 2003 con Associated Press. Nunca lo olvidaré...fue tan rápido y tan corto, tan potente.
En su libro de 2003 From Love Field—Our Final Hours with John F. Kennedy, Connally compartió lo que escribió en su diario personal del suceso, en los días posteriores al asesinato.

## Últimos años

### Apoyo y trabajo de caridad
Después de ser primera dama de Texas, Connally trabajó recaudando dinero para varias asociaciones de caridad, incluyendo el Children’s Miracle Network Telethon para el Hermann Children's Hospital. Fue miembro de la junta de visitantes de University of Texas MD Anderson Cancer Center desde 1984, y una fundación en su nombre recaudó millones para la investigación contra el cáncer y programas médicos para pacientes. Fue nombrada dama distinguida por la Crohn's and Colitis Foundation. Connally fue también miembro de la Comisión Histórica de Texas y ayudó a completar Tranquillity Park, localizado en Houston.
En 1988, Connally fue diagnosticada con cáncer de mama. Fue tratada y el cáncer remitió. Al año siguiente Richard Nixon, Donald Trump y Barbara Walters participaron en una gala en honor a ella y para recaudar dinero para la investigación de la diabetes. En 1998, diez años después de su diagnóstico de cáncer de mama, Connally celebró su ochenta cumpleaños con supervivientes de cáncer de mama en el Nellie B. Connally Breast Center, en el hospital Anderson en Houston.

### Bancarrota
Los emprendimientos privados después de 1980 fueron menos exitosos que la carrera de John Connally como político y abogado de Houston. Una compañía petrolera en la que invirtió sufrió graves problemas, y 200 millones de dólares invertidos en proyectos en el sector inmobiliario fracasaron. Realizó una reorganización de sus finanzas personales bajo el capítulo 11 del código de bancarrota federal y de Sociedad Mercantil, de la asociación Barnes-Connally, la empresa de bienes raíces con sede en Austin, que fundó con el  ex-vicegobernador Ben Barnes. En la subasta sólo se pagó una fracción de los 93 millones de dólares en deudas con los que Connally aparece en la corte de bancarrota de Austin.

## Vida personal

### Matrimonio e hijos
John Connally y Nellie se casaron en la primera iglesia metodista de Austin el 21 de diciembre de 1940. Tuvieron cuatro hijos:  Kathleen, John B. Connally III, Sharon, y Mark Madison. En 1958, la hija mayor de la pareja, Kathleen, se suicidó a los 17 años. Los Connally permanecieron casados hasta la muerte de John a causa de una neumonía en 1993.

## Muerte
El 1 de septiembre de 2006, Connally murió mientras dormía a los 87 años. En el momento de su muerte, vivía en Westminster Manor, un centro de asistencia en Austin donde había vivido durante aproximadamente un año. Fue enterrada en el Cementerio Estatal de Texas en Austin.